# Çò de Portola
Çò de Portola és una obra de Betren, al municipi de Vielha e Mijaran (Vall d'Aran) inclosa a l'Inventari del Patrimoni Arquitectònic de Catalunya.

## Descripció
Casa antiga que segueix la tipologia tradicional aranesa, d'estructura rectangular, dues plantes i "humarau". La coberta, d'estructura en fusta i recoberta en pisarra, és a dues aigües, amb la "capièra" paral·lela a la façana, totes dues orientades al nord, per tant dona al carrer Major. La façana és arrebossada i pintada, amb un sòcol de color gris que imita pedres tallades i que actua d'aïllant de la humitat. La porta d'accés és de fàbrica, amb els muntants i la llinda resolta en pedra. Destaca en la primera planta un finestral renaixentista, en el costat dret de la façana, d'estructura partida, amb els marcs de pe pedra ornats per motllures en relleu vertical i rematats en la base per tres motllures soguejades en horitzontal; a la part superior, travesseres i guardapols flanquejat als extrems per una màscara humana en alt relleu. En el mur de ponent resta un muntant en pedra treballada, d'estil renaixentista, semblant amb muntants de la finestra anterior. En aquesta mateixa façana sobresurten també una pedra rectangular amb cinc cercles foradats i una segona de característiques semblants, però més petit, que duu al centre farcit de retícules i flanquejat amb motius vegetals, tot en relleu.

## Història
Els Portola són documentats en els primers documents de la Val com a gent important del Naut Aran (Unha, Salardú, Arties). La casa peiral d'aquest clan familiar sembla que s'ha de situar a Arties